# Jean-Luc Nancy
Jean-Luc Nancy (Bordeaux, 26 juli 1940 − Straatsburg, 23 augustus 2021) was een hedendaagse Franse filosoof.
Nancy's eerste boek, gepubliceerd in 1973, was Le titre de la lettre, een reflectie op het werk van de Franse psychoanalyst Jacques Lacan (samen geschreven met Philippe Lacoue-Labarthe). Nancy publiceerde over denkers zoals Hegel (La remarque spéculative, 1973), Immanuel Kant (Le Discours de la syncope, 1976 en L’Impératif catégorique, 1983), René Descartes (Ego sum, 1979), en over Heidegger (Le Partage des voix, 1982). De belangrijkste invloeden van Nancy zijn het denken van Martin Heidegger, Jacques Derrida, Georges Bataille, Maurice Blanchot en Friedrich Nietzsche. Zijn werk wordt ook wel geassocieerd met het deconstructivisme, hoewel hij voorbij de Derridiaanse interpretatie gaat.

## Leven
Jean-Luc Nancy behaalde zijn diploma wijsbegeerte in 1962 in Parijs. Hij gaf voor een korte periode les in Colmar alvorens hij assistent werd aan het Strasbourg Institut de Philosophie in 1968. In 1973 promoveerde hij met een doctoraatsverhandeling over Kant met Paul Ricoeur als promotor. Nancy werd kort daarna Maître de conferences aan de Université des Sciences Humaines de Strasbourg. Tijdens de jaren 70 en 80, was Nancy gastprofessor aan verschillende universiteiten (University of California, Freie Universität in Berlin). Voor het Franse ministerie van buitenlandse zaken gaf Nancy toespraken in Oost-Europa, het Verenigd Koninkrijk en in de Verenigde Staten van Amerika. In 1987 ontving Nancy zijn Docteur d'état aan de Université de Toulouse-Le-Mirail onder het toezicht van Gérard Granel. Jean-François Lyotard en Jacques Derrida zaten in de jury. De verhandeling werd in 1988 gepubliceerd als L'expérience de la liberté.
In 1991 onderging hij een harttransplantatie. Zijn immuunsysteem moest daarom worden stilgelegd, waardoor  hij kanker kreeg en men meende dat hij niet lang meer zou leven. Uiteindelijk is hij pas dertig jaar later overleden. Hij sprak tamelijk prozaïsch over ziekte, de dood en de zin van het leven.

Zeker nu het leven door medische technologie schijnbaar eindeloos verlengd kan worden, confronteert ziekte ons meer dan ooit met de vraag naar de zin van het bestaan. Vroeger hoefde die vraag niet gesteld te worden. Het leven eindigde zoals het begon, te midden van andere leden van de gemeenschap. Tegenwoordig is die vanzelfsprekende zin verdwenen, de zin van het leven is een vraag geworden. Zin betekent, volgens Nancy, open  te zijn voor de wereld, samen zijn in de wereld, een ontmoeting, een uitwisseling. Een gevoeligheid te ontwikkelen voor zingeving.
Nancy overleed op 81-jarige leeftijd.

## Werk
Nancy schreef verschillende boeken over een veelheid aan thema's: gemeenschap, globalisering, kunst, vrijheid, politiek, ... De onderliggende gedachte die Nancy's werken bundelt, is de opvatting dat ons begrip van het zijn nooit volledig kan zijn. Er is telkens iets wat dat begrip onderbreekt. Volgens Nancy is dit geen metafysische grootmacht of het radicaal Andere, maar is het het wezenlijke zijn zelf: het feit dat we bestaan.
Nancy's bekendste werk is La communauté désoeuvrée (1983). Dit werk is in de eerste plaats een bespreking van het oeuvre van Georges Bataille. Hierin stelt Nancy de vraag hoe men tegenwoordig nog het begrip 'gemeenschap' zin kan geven zonder dat het een totalitaire invulling krijgt, die voor uitsluiting zorgt. Als men immers een gemeenschap typeert als een groep die een bepaalde eigenschap deelt met elkaar, dan worden personen die niet (goed) aan deze eigenschap voldoen uitgesloten. Er is daarnaast geen eigenschap te vinden die door iedereen gedeeld wordt. Nancy wil de twee uitersten vermijden: enerzijds verwerpt hij de opvatting dat een gemeenschap zou bestaan uit een verzameling op zichzelf staande individuen (want dan is er geen gemeenschap meer). Anderzijds verwerpt hij dat een gemeenschap uit een soort van gemeenschappelijke substantie bestaat, door welke de leden van de gemeenschap volledig bepaald worden (want zo wordt de individualiteit onderdrukt). Maurice Blanchot schreef zijn werk La communauté inavouable (1983) als reactie op Nancy.
In zijn boek Être singulier pluriel (1996) gaat Nancy hier verder op in: ook hier gaat hij op zoek naar een zinvolle invulling van een 'wij'-begrip zonder dat het afglijdt naar een substantialistische en dus uitsluitende identiteit. Met andere woorden zoekt Nancy naar een begrip van gemeenschap dat het bestaande pluralisme in de maatschappij respecteert.

### Titels in het Frans
- La Remarque spéculative (Un bon mot de Hegel). Parijs: Galilée, 1973.
- La titre de la lettre. Parijs: Galilée, 1973 (met Philippe Lacoue-Labarthe).
- Le Discours de la syncope. I. Logodaedalus. Parijs: Flammarion, 1975.
- L'absolu littéraire. Théorie de la littérature du romantisme allemand. Parijs: Seuil, 1978 (met Philippe Lacoue-Labarthe).
- Ego sum. Parijs: Flammarion, 1979.
- Les Fins de l'homme à partir du travail de Jacques Derrida: colloque de Cerisy, 23 juillet-2 août 1980. 1981 (red., met Lacoue-Labarthe).
- Rejouer le politique. 1981 (ed., met Lacoue-Labarthe).
- Le partage des voix. Parijs: Galilée, 1982.
- La retrait du politique. 1983 (red., met Lacoue-Labarthe).
- La communauté désoeuvrée. Parijs: Christian Bourgois, 1983.
- L'Impératif catégorique. Parijs: Flammarion, 1983.
- L'oubli de la philosophie. Parijs: Galilée, 1986.
- Des lieux divins. Mauvezin: T.E.R, 1987.
- L'expérience de la liberté. Parijs: Galilée, 1988.
- Une Pensée finie. Parijs: Galilée, 1990.
- Le poids d'une pensée. Québec: Le griffon d'argile, 1991.
- Le mythe nazi. La tour d'Aigues: L'Aube, 1991 (met Philippe Lacoue-Labarthe, herziene uitgave; oorspronkelijk gepubliceerd als Les méchanismes du fascisme, 1981).
- La comparution (politique à venir). Parijs: Bourgois, 1991 (met Jean-Chrisophe Bailly).
- Corpus. Parijs: Métailié, 1992.
- Le sens du monde. Parijs: Galilée, 1993.
- Les Muses. Parijs: Galilée, 1994.
- Être singulier pluriel. Parijs: Galilée, 1996.
- Hegel. L'inquiétude du négatif. Parijs: Hachette, 1997.
- L'Intrus. Parijs: Galilée, 2000. (Ned. vert.: De indringer, gevolgd door De stad in de verte. Amsterdam: Boom, 2002)
- Le regard du portrait. Parijs: Galilée, 2000.
- Conloquium, in Roberto Esposito, Communitas. vertaling door Nadine Le Lirzin, Parijs: PUF, 2000.
- La pensée dérobée. Parijs: Galilée, 2001.
- The evidence of film. Brussel: Yves Gevaert, 2001.
- La création du monde ou la mondialisation. Parijs: Galilée, 2002.
- Nus sommes. La peau des images. Parijs: Klincksieck, 2003 (met Federico Ferrari).
- Noli me tangere. Parijs: Bayard, 2003.
- "L'extension de l'âme". Metz: Le Portique, 2003.
- "L 'il y a' du rapport sexuel". Parijs: Galilée, 2003.
- La déclosion (Déconstruction du Christianisme 1). Parijs: Galilée, 2005.
- Sur le commerce des pensées: Du livre et de la librairie. Parijs: Galilée, 2005.
- Iconographie de l'auteur. Parjis: Galilée, 2005 (met Federico Ferrari).
- Tombe de sommeil. Parijs: Galilée, 2007.
- Juste impossible. Parijs: Bayard, 2007.
- À plus d'un titre: Jacques Derrida. Parijs: Galilée, 2007.
- Vérité de la democratie. Parijs: Galilée, 2008.
- Le poids d'une pensée, l'approche. Straatsburg: La Phocide, 2008.
- Je t'aime, un peu, beaucoup, passionnément.... Parijs: Bayard Centurion, 2008.
- Démocratie, dans quel état ?, met Giorgio Agamben, Alain Badiou, Daniel Bensaïd, Wendy Brown, Jacques Rancière, Kristin Ross en Slavoj Žižek, La Fabrique, 2009.
- L'Adoration, Parijs, Galilée, 2010.
- Atlan : les détrempes, Parijs, Hazan, 2010.
- À Vengeance ? de Robert Antelme, in Robert Antelme, Vengeance ?. Hermann, 2010.
- La Ville au loin. Straatsburg: La Phocide, 2011.
- Maurice Blanchot, passion politique. Parijs, Galilée, 2011.
- Politique et au-delà. Interview met Philip Armstrong en Jason E. Smith, Parijs: Galilée, 2011.
- Dans quels mondes vivons-nous?, met Aurélien Barrau, Parijs: Galilée, 2011.
- L’Équivalence des catastrophes (Après Fukushima), Parijs: Galilée, 2012.
- La Possibilité d'un monde, Parijs: Les petits platons, 2013
- Qu'appelons-nous penser?, Zürich/Berlijn : Diaphanes, 2013 (Ned.vert. Wat doet ons denken? Kapellen: Pelckmans, 2015)
- La communauté désavouée, Parijs, Galilée, 2014.

- Bibsys: 90395686
- Biblioteca Nacional de España: XX1045428
- Bibliothèque nationale de France: cb11917391q (data)
- Catàleg d'autoritats de noms i títols de Catalunya: 981058513912606706
- CiNii: DA00665896
- Digitale Bibliotheek voor de Nederlandse Letteren: nanc001
- Gemeinsame Normdatei: 11921721X
- International Standard Name Identifier: 0000 0001 2096 7823
- Library of Congress Control Number: n81113467
- Nationale Bibliotheek van Letland: 000027751
- Bibliotheek van het Japanse parlement: 00450980
- Nationale Bibliotheek van Tsjechië: uk2009305944
- Nationale bibliotheek van Australië: 35372577
- Nationale Bibliotheek van Israël: 987007298396405171
- Nationale en Universitaire bibliotheek Zagreb: 000285896
- Nederlandse Thesaurus van Auteursnamen: 068705786
- Réseau des bibliothèques de Suisse occidentale: 02-A025829670
- RKD-Nederlands Instituut voor Kunstgeschiedenis: 345907
- Istituto Centrale per il Catalogo Unico: RAVV074304
- LIBRIS: 205661
- SNAC: w6sj47x0
- Système universitaire de documentation: 027044459
- Trove: 929622
- Virtual International Authority File: 103617048
- WorldCat: E39PBJfRxHHGJMxpWDCgCBWbh3